# Петровское (Переславский район)
Петро́вское — село в Переславском районе Ярославской области России, при реке Трубеж.

## История
С начала XVII и до половины XVIII столетия Петровское принадлежало вотчинникам Бутурлиным, а после них Макаровым.

## Церковь Святых апостолов Петра и Павла
Церковь Святых апостолов Петра и Павла существовала здесь уже в 1628 году. В 1700 году церковь была перестроена. В 1773 году местным помещиком Макаровым в Петровском вновь построена деревянная церковь во имя святых апостолов Петра и Павла. В 1806 году вместо деревянной церкви построен каменный храм с такой же колокольней. Престолов в этом храме два: в холодном во имя святых апостолов Петра и Павла, в приделе во имя святого Николая Чудотворца.

## Население
| 1859 | 1905 | 1926 | 2007 | 2010 |
| ---- | ---- | ---- | ---- | ---- |
| 270  | ↘240 | ↗278 | ↘6   | ↗11  |